# Appendicula longa
Appendicula longa är en orkidéart som beskrevs av Johannes Jacobus Smith. Appendicula longa ingår i släktet Appendicula och familjen orkidéer. Inga underarter finns listade i Catalogue of Life.